# Tortella fragillima
Tortella fragillima är en bladmossart som beskrevs av Potier de la Varde 1955. Tortella fragillima ingår i släktet kalkmossor, och familjen Pottiaceae. Inga underarter finns listade i Catalogue of Life.